# Mikroregion Blumenau
Mikroregion Blumenau – mikroregion w brazylijskim stanie Santa Catarina należący do mezoregionu Vale do Itajaí. Ma powierzchnię 4.427,4 km²

## Gminy
- Apiúna
- Ascurra
- Benedito Novo
- Blumenau
- Botuverá
- Brusque
- Doutor Pedrinho
- Gaspar
- Guabiruba
- Indaial
- Luiz Alves
- Pomerode
- Rio dos Cedros
- Rodeio
- Timbó